# Spirobolus globulanus
Spirobolus globulanus är en mångfotingart som beskrevs av Karsch 1881. Spirobolus globulanus ingår i släktet Spirobolus och familjen Spirobolidae. Inga underarter finns listade i Catalogue of Life.